# رضا خضرا
رضا خضرا (انگلیسی: Reda Khadra؛ زادهٔ ۴ ژوئیهٔ ۲۰۰۱) بازیکن فوتبال اهل آلمان است.
وی همچنین در تیم ملی فوتبال جوانان آلمان بازی کرده‌است.